# Rivière Marquis
Pour les articles homonymes, voir Marquis (homonymie).
La rivière Marquis est un affluent de la rive est du lac Simon, coulant dans la municipalité régionale de comté (MRC) de La Vallée-de-l'Or, dans la région administrative de l’Abitibi-Témiscamingue, au Québec, au Canada. Le cours de cette rivière traverse le territoire des villes de :
- Senneterre : cantons Sérigny, Crusson, Foch, Haig et Pershing ;
- Val d’Or : canton Vauquelin.

La rivière Marquis coule entièrement en territoire forestier au nord-est de la limite réserve faunique La Vérendrye. La foresterie constitue la principale activité économique de ce bassin versant ; les activités récréotouristiques, en second. La surface de la rivière est habituellement gelée de la mi-décembre à la mi-avril.

## Géographie

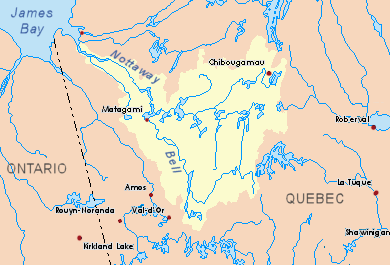
Bassin hydrographique de la rivière Nottaway.

La rivière Marquis prend sa source à l’embouchure du lac Lallier (longueur : 2,6 km ; largeur maximale : 0,5 km ; altitude : 418 m). Ce lac s’alimente surtout de ruisseaux de montagnes.
Le lac Lallier est enclavé entre deux rangées de montagnes dont les plus hauts sommets atteignent 499 m et 501 m au sud-est, ainsi que 570 m au nord et 533 m au sud. Le lac Lallier est situé au :
- Sud-Est de la ligne de partage des eaux avec le sous-bassin versant du ruisseau Landry (coulant vers le nord), un affluent de la rivière Attic ;
- à l'ouest de la ligne de partage des eaux avec le sous-bassin versant du ruisseau Clairy (coulant vers le nord-est), un affluent de la rivière Attic ;
- au nord-ouest de la limite de partage des eaux avec un ruisseau (coulant vers le sud) traversant le lac Daoust, qui déverse dans la rivière Chochocouane. L’embouchure du lac Lallier est située à 10,3 km au sud du chemin de fer du Canadien National, à 59,1 km à l'est du centre-ville de Senneterre, à 93,1 km à l'est du centre-ville de Val d’Or et à 58,5 km au nord-est de la confluence de la rivière Marquis avec le lac Simon.

Les principaux bassins versants voisins de la rivière Marquis sont :
- côté nord : ruisseau Landry, rivière Saint-Vincent, rivière Assup, rivière Attic ;
- côté est : ruisseau Clairy, rivière Chochocouane ;
- côté sud : ruisseau Camitakit, rivière Chochocouane ;
- côté ouest : rivière Assup, rivière Tiblemont, rivière Louvicourt.

À partir de l’embouchure du lac Lallier, la rivière Marquis coule sur 75,4 km selon les segments suivants :
Partie supérieure de la rivière Marquis (segment de 28,8 km)
- 2,4 km vers le sud-ouest, en traversant sur 0,3 km le lac Kâdebwe (altitude : 433 m) et le lac Kâdebwe (altitude : 420 m) sur 1,0 km, jusqu’à son embouchure ;
- 1,0 km vers le sud-ouest en recueillant les eaux de la décharge (venant du nord) des lacs Citagan et Gervais, jusqu’à la décharge (venant du sud) d’un ensemble de lacs ;
- 11,8 km vers le sud-ouest, jusqu’à la décharge (venant de l’est) d’un ensemble de lacs dont les lacs Limoges et Beaulieu ;
- 6,9 km vers le sud-ouest, jusqu’à la décharge (venant du nord) d’un ensemble de lacs dont les lacs Clais et Prévost ;
- 6,7 km vers le sud-ouest, en traversant une zone de marais et en traversant sur 0,6 km le lac Lalonde (altitude : 369 m), jusqu’à son embouchure ;

Partie intermédiaire de la rivière Marquis (segment de 29,3 km)
- 6,6 km vers le sud-ouest, en serpentant jusqu’à la décharge (venant de l’est) d’un ensemble de lacs dont le lac Adélard ;
- 1,7 km vers le sud-ouest, en traversant le lac ? (altitude : 362 m sur 0,4 km, et le lac ? (altitude : 360 m), jusqu’à son embouchure ;
- 4,8 km vers le sud, en traversant le lac ? (altitude : m, jusqu’à son embouchure ;
- 3,0 km vers le sud, en traversant le lac ? (altitude : 360 m, jusqu’à son embouchure ;
- 9,2 km vers le sud-ouest, en serpentant et en traversant des rapides en fin de segment, jusqu’à la rive est du lac Matchi-Manitou ;
- 4,0 km vers le nord-ouest, en traversant le lac Matchi-Manitou (longueur : km ; altitude : 379 m) en passant à côté de l’Île du Club ;

Partie inférieure de la rivière Marquis (segment de 17,3 km)
À partir de l’embouchure du lac Matchi-Manitou, la rivière Marquis coule sur :
- 2,6 km vers le nord jusqu’à l’embouchure du lac Blanchin (altitude : 337 m) que le courant traverse sur 1,1 km ;
- 5,3 km en formant un croche vers le sud-ouest, puis le nord-ouest, jusqu’à la rive est de la Baie Vauquelin du lac Guéguen ;
- 2,9 km vers le sud en traversant la Baie Vauquelin ;
- 5,2 km vers le sud-ouest, en traversant la partie principale du lac Guéguen ;
- 1,3 km vers le sud-ouest, jusqu'à la confluence de la rivière[2].

La rivière Marquis se décharge sur la rive est du lac Simon (longueur : km) lequel est traversé vers le nord par la rivière Villebon laquelle draine le lac Villebon. La rivière Villebon se déverse sur la rive sud-est du lac Endormi lequel est formé par un élargissement de la rivière Louvicourt qui le traverse en coulant vers le nord-est, puis vers le nord, pour aller se déverser sur la rive sud du lac Tiblemont.
Cette confluence de la rivière Marquis avec le lac Simon est située, à 3,6 km à l'est de la route 117, à 13,4 km au sud du lac Tiblemont, à 36,8 km à l'est du centre-ville de Val d’Or et à 38,2 km au sud du centre-ville de Senneterre.

## Toponymie
Le terme « Marquis » constitue un titre de noblesse d’origine française et aussi un patronyme de famille.
Le toponyme « rivière Marquis » a été officialisé le 5 décembre 1968 à la Commission de toponymie du Québec.